# Хосе Посада Еррера
Хосе Посада Еррера (ісп. José Posada Herrera; 31 березня 1814—7 вересня 1885) — іспанський правник і політик, голова уряду Іспанії в 1883—1884 роках.